# Leonid Tibílov
Leonid Jaritónovich Tibílov (en osset: Тыбылты Харитъоны фырт Леонид, transliterat: Tybylty Xarithony fyrt Leonid, rus: Леонид Харитонович Тибилов) (Verkhni Dvan, districte de Znaur, 28 de març de 1952) és un polític i militar osset, que fou president d'Ossètia del Sud de 2012 a 2017.